# Laure Manaudou
Laure Manaudou (Villeurbanne, Rhône-Alpes, 9 de octubre de 1986) es una exnadadora francesa ganadora de tres medallas en los Juegos Olímpicos de Atenas 2004.
Pertenece al Club CN Melun-Dammarie. Mide 1,78 m, pesa 63 kg y tiene 38 años. Está entrenada por Philippe Lucas. Su madre, Olga Schippers, es holandesa y era jugadora de bádminton en su país. Tiene una relación de amistad con Kak Riboux.
Es la hermana mayor del también nadador y medallista olímpico Florent Manaudou.

## Éxitos
Laure era prácticamente una desconocida hasta 2004. En los Campeonatos de Europa de Madrid de ese año, ganó tres medallas de oro: 400 m libres, 100 m espalda y relevos 4 x 100 m libres.
Su mayor éxito llegó poco después en los Juegos de Atenas 2004 cuando ganó la medalla de oro en los 400 m libres (4:05,34), la plata en los 800 m libres (8:24,96) y el bronce en los 100 m espalda (1:00,88). Esto la convirtió en un ídolo en Francia, pues era la primera nadadora de este país que ganaba un oro olímpico desde hacía 52 años.
En noviembre de 2004 batió el récord del mundo de 1.500 m. en piscina corta, con 15:42,39, un récord que databa de 1982.
En 2005 ha continuado su buena racha. En los Campeonatos de Europa de piscina corta disputados en Trieste ganó tres medallas de oro, incluyendo un récord mundial en los 400 m libres (3:56,79)
Ya en piscina larga, tras ganar en abril cinco títulos en los Campeonatos de Francia, ganó dos medallas de oro (400 m libres y 50 m espalda) en los Juegos del Mediterráneo de Almería, y en la competición más importante del año, los Campeonatos del Mundo de Montreal, ganó la medalla de oro de los 400 m libres con 4:06,44. En la primera parte de la carrera estuvo por debajo del récord mundial de Janet Evans, aunque en la parte final no pudo mantener el ritmo.
El 12 de mayo de 2006 durante los Campeonatos de Francia batió en Tours el récord mundial de los 400 metros libres con 4:03,03. El anterior récord lo poseía la estadounidense Janet Evans desde 1988 con 4:03,85.
En los Campeonatos de Europa de 2006 en Budapest fue una de las grandes estrellas junto a la velocista alemana Britta Steffen. Laure ganó cuatro medallas de oro (400 y 800 m libres, 100 m espalda y 200 m estilos) y dos de bronce (200 m libres y 4 x 100 m estilos). Además en la final de los 400 m libres disputada en 6 de agosto batió de nuevo el récord mundial que ella misma poseía, dejándolo en 4:02,13.
En el Campeonato Mundial de Natación de 2007 en Melbourne, Laure se adjudicó los 200 metros libre con una marca de 1:55,52, con lo que estableció un nuevo récord mundial. Además ganó los 400 metros libre con un tiempo de 4:02,61 y se quedó con la plata en las pruebas de 800 metros libre con 8:18,80 (a sólo 28 centésimas del primer lugar) y 100 metros espalda, con un registro de 59,87. También estuvo presente en el relevo francés de 4x200 metros libre donde debió rematar para quedar en la tercera posición con un crono de 7:55,96. Aparte, nadó los 1500 metros libre donde terminó octava con un tiempo de 16:42,17, aunque esta prueba la nadó casi inmediatamente después de haber salido segunda en los 100 metros espalda.
En los Juegos Olímpicos de Pekín 2008 tuvo una actuación muy decepcionante, tras la cual declaró que se prepará en Marsella para volver a ganar en los Juegos Olímpicos de Londres 2012.

## Palmarés internacional
| Juegos Olímpicos | Juegos Olímpicos | Juegos Olímpicos  | Juegos Olímpicos   |
| Año              | Lugar            | Medalla           | Prueba             |
| ---------------- | ---------------- | ----------------- | ------------------ |
| 2004             | Atenas (Grecia)  | Medalla de oro    | 400 metros libre   |
| 2004             | Atenas (Grecia)  | Medalla de plata  | 800 metros libre   |
| 2004             | Atenas (Grecia)  | Medalla de bronce | 100 metros espalda |

## Cine
Tras su fracaso en Pekín, comenzó su carrera cinematográfica. En su primer papel interpreta a una nadadora en la película El Entrenador, estrenada en 2009.

## Polémicas
En diciembre de 2007 aparecieron publicadas en internet unas fotos de la nadadora desnuda; esta acusó a su exnovio, el italiano Luca Marin, de ser el responsable, lo que provocó un gran revuelo mediático en el mundo de la natación, sobre todo tras protagonizar ambos un altercado en los campeonatos de Europa de natación.
En noviembre de 2008 se generó un importante debate en Francia e Italia en relación con una posible operación de aumento de pecho.
El 11 de diciembre de 2014, según la prensa sensacionalista francesa, Laure Manaudou es detenida por robar en una tienda de Disneyland en París; pero en realidad solo se trata de una acusación falsa de los guardias de seguridad del establecimiento ante la policía: ya que, según esta, no había ninguna prueba de robo (tras visionar asimismo las grabaciones de las cámaras de vigilancia del establecimiento).

## Retirada
En septiembre de 2009, a sus 22 años, anunció su retirada de la competición al no encontrar motivación para seguir compitiendo.

## Vida personal
Entre 2008 y 2013 mantuvo una relación con el nadador Frédérick Bousquet, con quien tuvo una hija el 2 de abril de 2010 llamada Manon.
En 2015 comenzó una relación con el cantante Jérémy Frérot, integrante del dúo Fréro Delavega, y se casaron el 12 de mayo de 2018. Tienen dos hijos, Lou, nacido en 2017, y Sacha, nacido en 2021. En 2024 anunciaron que habían finalizado su relación.